# サンタ・ローサ県
サンタ・ローサ県（サンタ・ローサけん、スペイン語: Departamento de Santa Rosa）は、グアテマラの県。県都はクイラパである。

## 隣接する県
- エスクィントラ県
- グアテマラ県
- ハラパ県
- フティアパ県

## 下位行政区
県は下記の14市からなる。
1. バルベレーナ
2. カシージャス
3. チキムリージャ
4. クイラパ
5. グアサカパン
6. ヌエバ・サンタ・ローサ
7. オラトリオ
8. プエブロ・ヌエボ・ビーニャス
9. サン・フアン・テクアコ
10. サン・ラファエル・ラス・フローレス
11. サンタ・クルス・ナランホ
12. サンタ・マリア・イスワタン
13. サンタ・ローサ・デ・リマ
14. タシスコ